# Hymenophyllum herterianum
Hymenophyllum herterianum är en hinnbräkenväxtart som beskrevs av Guido Georg Wilhelm Brause. Hymenophyllum herterianum ingår i släktet Hymenophyllum och familjen Hymenophyllaceae. Inga underarter finns listade.